# Suddivisione amministrativa dell'Henan
La provincia dello Henan è suddivisa amministrativamente nei seguenti tre livelli:
- 17 prefetture (地区 dìqū)
  - 17 città con status di prefettura
- 159 contee (县 xiàn)
  - 21 città con status di contea (县级市 xiànjíshì)
  - 88 contee
  - 50 distretti (市辖区 shìxiáqū)
- 2299 città (镇 zhèn)
  - 841 città (镇 zhèn)
  - 1054 comuni (乡 xiāng)
  - 12 comuni etnici (民族乡 mínzúxiāng)
  - 392 sotto-distretti (街道办事处 jiēdàobànshìchù)

| Prefettura                             | Contee, distretti e città  | Contee, distretti e città | Contee, distretti e città |
| Prefettura                             | Name                       | Cinese (S)                | Pinyin                    |
| -------------------------------------- | -------------------------- | ------------------------- | ------------------------- |
| Zhengzhou 郑州市 Zhèngzhōu Shì         | Distretto di Zhongyuan     | 中原区                    | Zhōngyuán Qū              |
| Zhengzhou 郑州市 Zhèngzhōu Shì         | Distretto di Erqi          | 二七区                    | Èrqī Qū                   |
| Zhengzhou 郑州市 Zhèngzhōu Shì         | Distretto hui di Guancheng | 管城回族区                | Guǎnchéng Huízú Qū        |
| Zhengzhou 郑州市 Zhèngzhōu Shì         | Distretto di Jinshui       | 金水区                    | Jīnshuǐ Qū                |
| Zhengzhou 郑州市 Zhèngzhōu Shì         | Distretto di Shangjie      | 上街区                    | Shàngjiē Qū               |
| Zhengzhou 郑州市 Zhèngzhōu Shì         | Distretto di Huiji         | 惠济区                    | Huìjì Qū                  |
| Zhengzhou 郑州市 Zhèngzhōu Shì         | Xinzheng                   | 新郑市                    | Xīnzhèng Shì              |
| Zhengzhou 郑州市 Zhèngzhōu Shì         | Dengfeng                   | 登封市                    | Dēngfēng Shì              |
| Zhengzhou 郑州市 Zhèngzhōu Shì         | Xinmi                      | 新密市                    | Xīnmì Shì                 |
| Zhengzhou 郑州市 Zhèngzhōu Shì         | Gongyi                     | 巩义市                    | Gǒngyì Shì                |
| Zhengzhou 郑州市 Zhèngzhōu Shì         | Xingyang                   | 荥阳市                    | Xíngyáng Shì              |
| Zhengzhou 郑州市 Zhèngzhōu Shì         | Contea di Zhongmu          | 中牟县                    | Zhōngmù Xiàn              |
| Sanmenxia 三门峡市 Sānménxiá Shì       | Distretto di Hubin         | 湖滨区                    | Húbīn Qū                  |
| Sanmenxia 三门峡市 Sānménxiá Shì       | Yima                       | 义马市                    | Yìmǎ Shì                  |
| Sanmenxia 三门峡市 Sānménxiá Shì       | Lingbao                    | 灵宝市                    | Língbǎo Shì               |
| Sanmenxia 三门峡市 Sānménxiá Shì       | Contea di Mianchi          | 渑池县                    | Miǎnchí Xiàn              |
| Sanmenxia 三门峡市 Sānménxiá Shì       | Contea di Shan             | 陕县                      | Shǎn Xiàn                 |
| Sanmenxia 三门峡市 Sānménxiá Shì       | Contea di Lushi            | 卢氏县                    | Lúshì Xiàn                |
| Luoyang 洛阳市 Luòyáng Shì             | Distretto di Xigong        | 西工区                    | Xīgōng Qū                 |
| Luoyang 洛阳市 Luòyáng Shì             | Distretto di Laocheng      | 老城区                    | Lǎochéng Qū               |
| Luoyang 洛阳市 Luòyáng Shì             | Distretto hui di Chanhe    | 瀍河回族区                | Chánhé Huízú Qū           |
| Luoyang 洛阳市 Luòyáng Shì             | Distretto di Jianxi        | 涧西区                    | Jiànxī Qū                 |
| Luoyang 洛阳市 Luòyáng Shì             | Distretto di Jili          | 吉利区                    | Jílì Qū                   |
| Luoyang 洛阳市 Luòyáng Shì             | Distretto di Luolong       | 洛龙区                    | Luòlóng Qū                |
| Luoyang 洛阳市 Luòyáng Shì             | Yanshi                     | 偃师市                    | Yǎnshī Shì                |
| Luoyang 洛阳市 Luòyáng Shì             | Contea di Mengjin          | 孟津县                    | Mèngjīn Xiàn              |
| Luoyang 洛阳市 Luòyáng Shì             | Contea di Xin'an           | 新安县                    | Xīn'ān Xiàn               |
| Luoyang 洛阳市 Luòyáng Shì             | Contea di Luanchuan        | 栾川县                    | Luánchuān Xiàn            |
| Luoyang 洛阳市 Luòyáng Shì             | Contea di Song             | 嵩县                      | Sōng Xiàn                 |
| Luoyang 洛阳市 Luòyáng Shì             | Contea di Ruyang           | 汝阳县                    | Rǔyáng Xiàn               |
| Luoyang 洛阳市 Luòyáng Shì             | Contea di Yiyang           | 宜阳县                    | Yíyáng Xiàn               |
| Luoyang 洛阳市 Luòyáng Shì             | Contea di Luoning          | 洛宁县                    | Luòníng Xiàn              |
| Luoyang 洛阳市 Luòyáng Shì             | Contea di Yichuan          | 伊川县                    | Yīchuān Xiàn              |
| Jiaozuo 焦作市 Jiāozuò Shì             | Distretto di Jiefang       | 解放区                    | Jiěfàng Qū                |
| Jiaozuo 焦作市 Jiāozuò Shì             | Distretto di Shanyang      | 山阳区                    | Shānyáng Qū               |
| Jiaozuo 焦作市 Jiāozuò Shì             | Distretto di Zhongzhan     | 中站区                    | Zhōngzhàn Qū              |
| Jiaozuo 焦作市 Jiāozuò Shì             | Distretto di Macun         | 马村区                    | Mǎcūn Qū                  |
| Jiaozuo 焦作市 Jiāozuò Shì             | Mengzhou                   | 孟州市                    | Mèngzhōu Shì              |
| Jiaozuo 焦作市 Jiāozuò Shì             | Qinyang                    | 沁阳市                    | Qìnyáng Shì               |
| Jiaozuo 焦作市 Jiāozuò Shì             | Contea di Xiuwu            | 修武县                    | Xiūwǔ Xiàn                |
| Jiaozuo 焦作市 Jiāozuò Shì             | Contea di Bo'ai            | 博爱县                    | Bó'ài Xiàn                |
| Jiaozuo 焦作市 Jiāozuò Shì             | Contea di Wuzhi            | 武陟县                    | Wǔzhì Xiàn                |
| Jiaozuo 焦作市 Jiāozuò Shì             | Contea di Wen              | 温县                      | Wēn Xiàn                  |
| Xinxiang 新乡市 Xīnxiāng Shì           | Distretto di Weibin        | 卫滨区                    | Wèibīn Qū                 |
| Xinxiang 新乡市 Xīnxiāng Shì           | Distretto di Hongqi        | 红旗区                    | Hóngqí Qū                 |
| Xinxiang 新乡市 Xīnxiāng Shì           | Distretto di Fengquan      | 凤泉区                    | Fèngquán Qū               |
| Xinxiang 新乡市 Xīnxiāng Shì           | Distretto di Muye          | 牧野区                    | Mùyě Qū                   |
| Xinxiang 新乡市 Xīnxiāng Shì           | Weihui                     | 卫辉市                    | Wèihuī Shì                |
| Xinxiang 新乡市 Xīnxiāng Shì           | Huixian                    | 辉县市                    | Huīxiàn Shì               |
| Xinxiang 新乡市 Xīnxiāng Shì           | Contea di Xinxiang         | 新乡县                    | Xīnxiāng Xiàn             |
| Xinxiang 新乡市 Xīnxiāng Shì           | Contea di Huojia           | 获嘉县                    | Huòjiā Xiàn               |
| Xinxiang 新乡市 Xīnxiāng Shì           | Contea di Yuanyang         | 原阳县                    | Yuányáng Xiàn             |
| Xinxiang 新乡市 Xīnxiāng Shì           | Contea di Yanjin           | 延津县                    | Yánjīn Xiàn               |
| Xinxiang 新乡市 Xīnxiāng Shì           | Contea di Fengqiu          | 封丘县                    | Fēngqiū Xiàn              |
| Xinxiang 新乡市 Xīnxiāng Shì           | Contea di Changyuan        | 长垣县                    | Chángyuán Xiàn            |
| Hebi 鹤壁市 Hèbì Shì                   | Distretto di Qibin         | 淇滨区                    | Qíbīn Qū                  |
| Hebi 鹤壁市 Hèbì Shì                   | Distretto di Shancheng     | 山城区                    | Shānchéng Qū              |
| Hebi 鹤壁市 Hèbì Shì                   | Distretto di Heshan        | 鹤山区                    | Hèshān Qū                 |
| Hebi 鹤壁市 Hèbì Shì                   | Contea di Xun              | 浚县                      | Xùnxiàn                   |
| Hebi 鹤壁市 Hèbì Shì                   | Contea di Qi               | 淇县                      | Qí Xiàn                   |
| Anyang 安阳市 Ānyáng Shì               | Distretto di Beiguan       | 北关区                    | Běiguān Qū                |
| Anyang 安阳市 Ānyáng Shì               | Distretto di Wenfeng       | 文峰区                    | Wénfēng Qū                |
| Anyang 安阳市 Ānyáng Shì               | Distretto di Yindu         | 殷都区                    | Yīndū Qū                  |
| Anyang 安阳市 Ānyáng Shì               | Distretto di Long'an       | 龙安区                    | Lóng'ān Qū                |
| Anyang 安阳市 Ānyáng Shì               | Linzhou                    | 林州市                    | Línzhōu Shì               |
| Anyang 安阳市 Ānyáng Shì               | Contea di Anyang           | 安阳县                    | Ānyáng Xiàn               |
| Anyang 安阳市 Ānyáng Shì               | Contea di Tangyin          | 汤阴县                    | Tāngyīn Xiàn              |
| Anyang 安阳市 Ānyáng Shì               | Contea di Hua              | 滑县                      | Huá Xiàn                  |
| Anyang 安阳市 Ānyáng Shì               | Contea di Neihuang         | 内黄县                    | Nèihuáng Xiàn             |
| Puyang 濮阳市 Púyáng Shì               | Distretto di Hualong       | 华龙区                    | Huálóng Qū                |
| Puyang 濮阳市 Púyáng Shì               | Contea di Qingfeng         | 清丰县                    | Qīngfēng Xiàn             |
| Puyang 濮阳市 Púyáng Shì               | Contea di Nanle            | 南乐县                    | Nánlè Xiàn                |
| Puyang 濮阳市 Púyáng Shì               | Contea di Fan              | 范县                      | Fàn Xiàn                  |
| Puyang 濮阳市 Púyáng Shì               | Contea di Taiqian          | 台前县                    | Táiqián Xiàn              |
| Puyang 濮阳市 Púyáng Shì               | Contea di Puyang           | 濮阳县                    | Púyáng Xiàn               |
| Kaifeng 开封市 Kāifēng Shì             | Distretto di Gulou         | 鼓楼区                    | Gǔlóu Qū                  |
| Kaifeng 开封市 Kāifēng Shì             | Distretto di Longting      | 龙亭区                    | Lóngtíng Qū               |
| Kaifeng 开封市 Kāifēng Shì             | Distretto hui di Shunhe    | 顺河回族区                | Shùnhé Huízú Qū           |
| Kaifeng 开封市 Kāifēng Shì             | Distretto di Yuwangtai     | 禹王台区                  | Yǔwángtái Qū              |
| Kaifeng 开封市 Kāifēng Shì             | Contea di Qi               | 杞县                      | Qǐ Xiàn                   |
| Kaifeng 开封市 Kāifēng Shì             | Contea di Tongxu           | 通许县                    | Tōngxǔ Xiàn               |
| Kaifeng 开封市 Kāifēng Shì             | Contea di Weishi           | 尉氏县                    | Wèishì Xiàn               |
| Kaifeng 开封市 Kāifēng Shì             | Contea di Lankao           | 兰考县                    | Lánkǎo Xiàn               |
| Shangqiu 商丘市 Shāngqiū Shì           | Distretto di Liangyuan     | 梁园区                    | Liángyuán Qū              |
| Shangqiu 商丘市 Shāngqiū Shì           | Distretto di Suiyang       | 睢阳区                    | Suīyáng Qū                |
| Shangqiu 商丘市 Shāngqiū Shì           | Yongcheng                  | 永城市                    | Yǒngchéng Shì             |
| Shangqiu 商丘市 Shāngqiū Shì           | Contea di Yucheng          | 虞城县                    | Yúchéng Xiàn              |
| Shangqiu 商丘市 Shāngqiū Shì           | Contea di Minquan          | 民权县                    | Mínquán Xiàn              |
| Shangqiu 商丘市 Shāngqiū Shì           | Contea di Ningling         | 宁陵县                    | Nínglíng Xiàn             |
| Shangqiu 商丘市 Shāngqiū Shì           | Contea di Sui              | 睢县                      | Suī Xiàn                  |
| Shangqiu 商丘市 Shāngqiū Shì           | Contea di Xiayi            | 夏邑县                    | Xiàyì Xiàn                |
| Shangqiu 商丘市 Shāngqiū Shì           | Contea di Zhecheng         | 柘城县                    | Zhèchéng Xiàn             |
| Xuchang 许昌市 Xǔchāng Shì             | Distretto di Weidu         | 魏都区                    | Wèidū Qū                  |
| Xuchang 许昌市 Xǔchāng Shì             | Distretto di Jian'an       | 建安区                    | Jiàn'ān Qū                |
| Xuchang 许昌市 Xǔchāng Shì             | Yuzhou                     | 禹州市                    | Yǔzhōu Shì                |
| Xuchang 许昌市 Xǔchāng Shì             | Changge                    | 长葛市                    | Chánggě Shì               |
| Xuchang 许昌市 Xǔchāng Shì             | Contea di Yanling          | 鄢陵县                    | Yānlíng Xiàn              |
| Xuchang 许昌市 Xǔchāng Shì             | Contea di Xiangcheng       | 襄城县                    | Xiāngchéng Xiàn           |
| Luohe 漯河市 Luòhé Shì                 | Distretto di Yuanhui       | 源汇区                    | Yuánhuì Qū                |
| Luohe 漯河市 Luòhé Shì                 | Distretto di Yancheng      | 郾城区                    | Yǎnchéng Qū               |
| Luohe 漯河市 Luòhé Shì                 | Distretto di Shaoling      | 召陵区                    | Zhàolíng Qū               |
| Luohe 漯河市 Luòhé Shì                 | Contea di Wuyang           | 舞阳县                    | Wǔyáng Xiàn               |
| Luohe 漯河市 Luòhé Shì                 | Contea di Linying          | 临颍县                    | Línyǐng Xiàn              |
| Pingdingshan 平顶山市 Píngdǐngshān Shì | Distretto di Xinhua        | 新华区                    | Xīnhuá Qū                 |
| Pingdingshan 平顶山市 Píngdǐngshān Shì | Distretto di Weidong       | 卫东区                    | Wèidōng Qū                |
| Pingdingshan 平顶山市 Píngdǐngshān Shì | Distretto di Zhanhe        | 湛河区                    | Zhànhé Qū                 |
| Pingdingshan 平顶山市 Píngdǐngshān Shì | Shilong District           | 石龙区                    | Shílóng Qū                |
| Pingdingshan 平顶山市 Píngdǐngshān Shì | Wugang                     | 舞钢市                    | Wǔgāng Shì                |
| Pingdingshan 平顶山市 Píngdǐngshān Shì | Ruzhou                     | 汝州市                    | Rǔzhōu Shì                |
| Pingdingshan 平顶山市 Píngdǐngshān Shì | Contea di Baofeng          | 宝丰县                    | Bǎofēng Xiàn              |
| Pingdingshan 平顶山市 Píngdǐngshān Shì | Contea di Ye               | 叶县                      | Yè Xiàn                   |
| Pingdingshan 平顶山市 Píngdǐngshān Shì | Contea di Lǔshān           | 鲁山县                    | Lǔshān Xiàn               |
| Pingdingshan 平顶山市 Píngdǐngshān Shì | Contea di Jia              | 郏县                      | Jiá Xiàn                  |
| Nanyang 南阳市 Nányáng Shì             | Distretto di Wolong        | 卧龙区                    | Wòlóng Qū                 |
| Nanyang 南阳市 Nányáng Shì             | Distretto di Wancheng      | 宛城区                    | Wǎnchéng Qū               |
| Nanyang 南阳市 Nányáng Shì             | Dengzhou                   | 邓州市                    | Dèngzhōu Shì              |
| Nanyang 南阳市 Nányáng Shì             | Contea di Nanzhao          | 南召县                    | Nánzhào Xiàn              |
| Nanyang 南阳市 Nányáng Shì             | Contea di Fangcheng        | 方城县                    | Fāngchéng Xiàn            |
| Nanyang 南阳市 Nányáng Shì             | Contea di Xixia            | 西峡县                    | Xīxiá Xiàn                |
| Nanyang 南阳市 Nányáng Shì             | Contea di Zhenping         | 镇平县                    | Zhènpíng Xiàn             |
| Nanyang 南阳市 Nányáng Shì             | Contea di Neixiang         | 内乡县                    | Nèixiāng Xiàn             |
| Nanyang 南阳市 Nányáng Shì             | Contea di Xichuan          | 淅川县                    | Xīchuān Xiàn              |
| Nanyang 南阳市 Nányáng Shì             | Contea di Sheqi            | 社旗县                    | Shèqí Xiàn                |
| Nanyang 南阳市 Nányáng Shì             | Contea di Tanghe           | 唐河县                    | Tánghé Xiàn               |
| Nanyang 南阳市 Nányáng Shì             | Contea di Xinye            | 新野县                    | Xīnyě Xiàn                |
| Nanyang 南阳市 Nányáng Shì             | Contea di Tongbai          | 桐柏县                    | Tóngbǎi Xiàn              |
| Xinyang 信阳市 Xìnyáng Shì             | Distretto di Shihe         | 浉河区                    | Shīhé Qū                  |
| Xinyang 信阳市 Xìnyáng Shì             | Distretto di Pingqiao      | 平桥区                    | Píngqiáo Qū               |
| Xinyang 信阳市 Xìnyáng Shì             | Contea di Xi               | 息县                      | Xī Xiàn                   |
| Xinyang 信阳市 Xìnyáng Shì             | Contea di Huaibin          | 淮滨县                    | Huáibīn Xiàn              |
| Xinyang 信阳市 Xìnyáng Shì             | Contea di Huangchuan       | 潢川县                    | Huángchuān Xiàn           |
| Xinyang 信阳市 Xìnyáng Shì             | Contea di Guangshan        | 光山县                    | Guāngshān Xiàn            |
| Xinyang 信阳市 Xìnyáng Shì             | Contea di Gushi            | 固始县                    | Gùshǐ Xiàn                |
| Xinyang 信阳市 Xìnyáng Shì             | Contea di Shangcheng       | 商城县                    | Shāngchéng Xiàn           |
| Xinyang 信阳市 Xìnyáng Shì             | Contea di Luoshan          | 罗山县                    | Luóshān Xiàn              |
| Xinyang 信阳市 Xìnyáng Shì             | Contea di Xin              | 新县                      | Xīn Xiàn                  |
| Zhoukou 周口市 Zhōukǒu Shì             | Distretto di Chuanhui      | 川汇区                    | Chuānhuì Qū               |
| Zhoukou 周口市 Zhōukǒu Shì             | Xiangcheng                 | 项城市                    | Xiàngchéng Shì            |
| Zhoukou 周口市 Zhōukǒu Shì             | Contea di Fugou            | 扶沟县                    | Fúgōu Xiàn                |
| Zhoukou 周口市 Zhōukǒu Shì             | Contea di Xihua            | 西华县                    | Xīhuá Xiàn                |
| Zhoukou 周口市 Zhōukǒu Shì             | Contea di Shangshui        | 商水县                    | Shāngshuǐ Xiàn            |
| Zhoukou 周口市 Zhōukǒu Shì             | Contea di Taikang          | 太康县                    | Tàikāng Xiàn              |
| Zhoukou 周口市 Zhōukǒu Shì             | Contea di Luyi             | 鹿邑县                    | Lùyì Xiàn                 |
| Zhoukou 周口市 Zhōukǒu Shì             | Contea di Dancheng         | 郸城县                    | Dānchéng Xiàn             |
| Zhoukou 周口市 Zhōukǒu Shì             | Contea di Huaiyang         | 淮阳县                    | Huáiyáng Xiàn             |
| Zhoukou 周口市 Zhōukǒu Shì             | Contea di Shenqiu          | 沈丘县                    | Shěnqiū Xiàn              |
| Zhumadian 驻马店市 Zhùmǎdiàn Shì       | Distretto di Yicheng       | 驿城区                    | Yìchéng Qū                |
| Zhumadian 驻马店市 Zhùmǎdiàn Shì       | Contea di Queshan          | 确山县                    | Quèshān Xiàn              |
| Zhumadian 驻马店市 Zhùmǎdiàn Shì       | Contea di Biyang           | 泌阳县                    | Bìyáng Xiàn               |
| Zhumadian 驻马店市 Zhùmǎdiàn Shì       | Contea di Suiping          | 遂平县                    | Suípíng Xiàn              |
| Zhumadian 驻马店市 Zhùmǎdiàn Shì       | Contea di Xiping           | 西平县                    | Xīpíng Xiàn               |
| Zhumadian 驻马店市 Zhùmǎdiàn Shì       | Contea di Shangcai         | 上蔡县                    | Shàngcài Xiàn             |
| Zhumadian 驻马店市 Zhùmǎdiàn Shì       | Contea di Runan            | 汝南县                    | Rǔnán Xiàn                |
| Zhumadian 驻马店市 Zhùmǎdiàn Shì       | Contea di Pingyu           | 平舆县                    | Píngyú Xiàn               |
| Zhumadian 驻马店市 Zhùmǎdiàn Shì       | Contea di Xincai           | 新蔡县                    | Xīncài Xiàn               |
| Zhumadian 驻马店市 Zhùmǎdiàn Shì       | Contea di Zhengyang        | 正阳县                    | Zhèngyáng Xiàn            |
| Amministrata direttamente              | Jiyuan                     | 济源市                    | Jìyuán Shì                |